# Robert Gordon
Robert Gordon (29 de março de 1947 – 18 de outubro de 2022) foi um cantor estadunidense de rockabilly.

## Discografia

### Álbuns de estúdio
- 1977 – Robert Gordon with Link Wray (PS-2030)
- 1978 – Fresh Fish Special (com Link Wray) (Private Stock PS-7008) - AUS #96
- 1979 – Rock Billy Boogie (RCA Victor AFL1-3294)
- 1980 – Bad Boy (RCA Victor AFL1-3523)
- 1981 – Are You Gonna Be The One (RCA Victor AFL1-3773)
- 1994 – All for The Love of Rock 'N' Roll (Viceroy VIC-8014)
- 1997 – Robert Gordon (Llist Records LLR-00792)
- 2004 – Satisfied Mind (Jungle Records TCB-2222CD)
- 2007 – It's Now or Never (com Chris Spedding) (Rykodisc RLP-1915-1)
- 2014 – I'm Coming Home (Lanark Records LNR-088)
- 2020 – Rockabilly for Life (Cleopatra Records CLO1760)

### Álbuns ao vivo
- 1979 – Live From The Paradise, Boston, MA 3/22/79 (RCA DJL1-3411)
- 1996 – "The Humbler" [ao vivo] (com Danny Gatton) (NRG Records NCD-6842)
- 1996 – King Biscuit Flower Hour Presents: Robert Gordon (recorded live 3/30/79 in Philadelphia, PA) (RCA/BMG 70170-88018-28)
- 2005 – Wild Wild Women, Live (com Link Wray; gravado ao vivo no The Musikladen , Berlim, 1978) (Warwick/Jungle - limitado a 500 cópias - remasterizado digitalmente)

### Compilações
- 1982 – Too Fast to Live, Too Young to Die (RCA Victor AFL1-4380)

### Lançamentos internacionais
- 1989 – Robert Gordon: Live At Lone Star (New Rose NR-173, França)
- 1989 – Robert Gordon Is Red Hot (Bear Family BCD-15446, Alemanha)
- 1989 – Black Slacks (Bear Family BCD-15489, Alemanha)
- 1991 – Greetings From New York City (New Rose NR-279, França)
- 1998 – The Lost Album, Plus... (Bear Family BCD-16251, Alemanha)
- 2006 – Robert Gordon & Chris Spedding: Rockin' The Paradiso (Last Call Records 3113142, França)
- 2007 – Real Gone Daddy-O Rarin' To Go! (Climate Change Records – 005, Dinamarca)